# Chad Vader – Tagschichtleiter
Chad Vader ist eine US-amerikanische Persiflage auf den Charakter Darth Vader aus den Star-Wars-Filmen von Matt Sloan und Aaron Yonda aus dem Jahr 2006. Die Serie besteht aus einzelnen Folgen von je etwa sechs Minuten. Sie alle wurden zunächst im Internet veröffentlicht. Sobald eine Staffel vollständig war, konnte man sie als DVD kaufen. Es gibt bislang vier Staffeln.
Die Serie gewann unter anderem den George Lucas Selects Award der Star Wars Fan Movie Challenge von 2007.

## Handlung

### Staffel 1
Chad ist der „jüngere, weniger berühmte Bruder“ von Darth Vader. Er gleicht letzterem genau in äußerlicher Gestalt und Auftreten (schwarze Rüstung, schwarzer Helm, Umhang), arbeitet jedoch in einem Supermarkt namens Empire Market (Imperialer Markt) als Day Shift Manager (Leiter der Tagschicht). Er löst Probleme mit den aus den Star-Wars-Filmen bekannten Elementen (Laserschwert, das Schweben lassen von Gegenständen, Würgegriff) und mit ähnlicher sprachlicher Ausdrucksweise: Kundenbeschwerden werden mit Release your Anger (Lass deinem Zorn freien Lauf) beantwortet, seinen Vorgesetzten spricht er mit Master (Meister) an. Im Verlauf der Serie verliert Chad seinen Posten an seinen Konkurrenten Clint, den bisherigen Night Shift Manager (Leiter der Nachtschicht), und muss dessen Posten übernehmen. Chad ist mit dieser Entscheidung aber nicht einverstanden und kündigt seinen Job. Von da an verfällt er zunächst in eine depressive Phase, besinnt sich aber kurz darauf, sich einen neuen Job zu suchen. Hierbei ist er allerdings wenig erfolgreich, sodass er kurze Zeit später zu seinem alten Arbeitgeber zurückkehrt. Nachdem ihm sein vorheriger Chef jedoch nicht mehr einstellen will, gelingt es ihm, seinen Konkurrenten Clint zu diskreditieren und so schließlich doch noch seinen alten Posten wiederzuerlangen. Seine Angestellten freuen sich über seine Rückkehr, da Chad trotz seiner merkwürdigen Art beliebter ist als sein Konkurrent Clint.

### Staffel 2
Der Supermarkt, in dem Chad und seine Kollegen arbeiten, wird von einer großen Handelskette aufgekauft. Deren Vertreterin Margaret „Maggie“ McCall nimmt schnell die Zügel in die Hand und führt eine Reihe von Änderungen durch. Unter anderem macht sie den bisherigen Marktleiter Randy zum Leiter der Nachtschicht, wo dieser immer mehr seinen Verstand verliert. Sie erlässt strenge Regeln für das Personal und macht sich damit unbeliebt. So verbietet sie zum Beispiel, dass sich zwei Mitarbeiter privat miteinander verabreden – schlecht für Chad, da er sich gerade erst in Maggies Assistentin Libby verliebt hat. Maggie entpuppt sich schließlich als Intrigen spinnende „Herrscherin“: Sie sät Zwietracht zwischen Chad und seinem Schüler Jeremy und lässt Chads große Liebe Libby in deren Heimatland Neuseeland abschieben. Jeremy wird „zur Macht verführt“, indem er per Crash-Kurs zum General Manager (Marktleiter) umtrainiert wird – um genau den Posten zu besetzen, auf den eigentlich Chad das Anrecht hätte. Es kommt zum Showdown zwischen den beiden. Durch einen unglücklichen Zufall tötet Jeremy dabei den komischen Jimmy, was Jeremy zur Besinnung kommen lässt. Jeremy und Chad versöhnen sich.

### Staffel 3
Maggie gibt Chad immer noch nicht den ihm zustehenden Posten, sondern kündigt einen Wettbewerb an: Jeder Mitarbeiter des Empire Market darf einen Tag lang General Manager sein. Wer am besten abschneidet, soll dauerhaft neuer General Manager werden. Chad soll dazu jeweils den Manager des Tages bestimmen, die Wahl bleibt dabei jedoch dem Zuschauer überlassen, der durch Auswahl des nächsten Videos bestimmen kann, wer diesen Posten bekommt. Vader verwendet dabei seinen Surveillance Assailant, eine Überwachungskamera in Todesstern-Form, um die anderen Angestellten zu überwachen – dieser wird jedoch in der letzten Folge der Staffel zerstört. Jeremy wird derweil ständig von Jimmys Geist terrorisiert. Nach Chads ersten Wahlen wird Clint die Gelegenheit gegeben, Manager für einen Tag zu werden. Am Ende der Staffel wird Clint General Manager eines anderen Empire Market Geschäfts, Maggie wird Night Shift Manager und Chad bekommt endlich seine lang ersehnte Anstellung als General Manager. Chad möchte das mit Jeremy feiern, aber der ist betrübt, weil seinetwegen außer dem komischen Jimmy noch jemand gestorben ist. Außerdem ist er verwirrt: Jimmys Geist hat ihm gesagt, Jeremy sei „der Eine“, was Jeremy aber nicht versteht. Er verlässt daher den Markt, um auf spirituelle Entdeckungsreise zu gehen. Chad und seine Kollegin Michelle vereinbaren schließlich ein Date.

### Staffel 4
Chad Vader will mit aufmarschierenden Stormtroopern Ordnung und Disziplin in den Markt bringen. Dies gelingt jedoch nicht, da die Krieger bei ihrer Arbeit gestört werden. Zur gleichen Zeit macht der Generator Schwierigkeiten, Versuche, auf den Knopf zu drücken schlagen fehl, da man sofort Stromschläge erhält. Chad Vader nimmt sich dem Problem an und drückt beherzt auf den Knopf des Geräts, was ihn einen enormen Stromschlag versetzt und er nun eine Nahtoderfahrung macht. Wieder zurück im Leben beschließt er, seinen Job als Manager aufzugeben, was die Belegschaft mit großem Applaus erwidert.

## Merchandize
Neben den DVDs gibt es noch weitere Produkte auf der Homepage von Blame Society:
- Chad's Dark Soul Half Blend Coffee
- Chad Vader Special Packages, die die DVDs und einige Zusatzprodukte enthalten
- einige T-Shirts

## Sonstiges
- Das Original der Serie ist in englischer Sprache erschienen. Für viele Folgen gibt es deutsche Untertitel und für einzelne Folgen auch deutsche Synchronfassungen.
- Die beiden Hauptcharaktere Chad Vader und Clint werden von den beiden Machern der Serie Aaron Yonda und Matt Sloan selbst gespielt. Matt Sloan übernimmt dabei nicht nur die Rolle des Clint, sondern spricht außerdem die elektronisch verzerrte Stimme von Chad.
- In der Serie sind zahlreiche Anspielungen auf die Star-Wars-Filme eingebaut. So erscheint Chad regelmäßig ein Geist, der die Kluft der Jedi-Ritter trägt, was offensichtlich eine Anspielung auf Obi-Wan Kenobi ist, der in den Originalfilmen regelmäßig Luke Skywalker erscheint. In Folge 7 der ersten Staffel wird ein Mitarbeiter des Supermarkts in eine Mülltonne eingesperrt, in der er feststellen muss, dass sich noch etwas Lebendiges darin befindet. Dies ist eine Anspielung auf Star Wars Episode IV, in der die Helden Luke, Leia Organa und Han Solo im ersten Todesstern in einer Müllpresse eingesperrt landen, in der sie sich in unerwünschter Gesellschaft befinden. In Folge 2 der ersten Staffel erzählt Chad, dass er seinen Anzug wegen eines Fahrradunfalls tragen muss, bei dem er in einen Vulkan fiel – eine Anspielung auf Star Wars Episode III. Außerdem werden auch immer wieder Textzeilen aus den Filmen wörtlich zitiert.